# Peter Brine
Peter Brine (Greenwich, 18 luglio 1953) è un ex calciatore inglese, di ruolo centrocampista.

## Carriera
Si forma calcisticamente nel Middlesbrough, entrando a fare parte della prima squadra a partire dal 1972. Con il Boro vinse la Second Division 1973-1974, ottenendo la promozione in massima serie. Con la sua squadra giocò sino al 1978, sempre nella massima serie, ottenendo come miglior piazzamento il settimo posto nella stagione 1974-1975. 
Nell'estate 1976 si trasferisce negli Stati Uniti d'America per giocare in prestito nella neonata franchigia NASL del Minnesota Kicks. Con i Kicks raggiunse la finale della North American Soccer League 1976, giocata da titolare e persa contro i canadesi del Toronto Metros-Croatia.
Nel 1978 lasciò il Boro per giocare con i dilettanti del Whitby Town.

## Palmarès

### Competizioni nazionali
- Second Division: 1

Middlesbrough: 1973-1974